# Луц Зайлер
Луц Зайлер (на немски: Lutz Seiler) е германски поет и белетрист.

## Биография и творчество
Луц Зайлер израства в град Гера, Тюрингия. След обучение по строителни дейности работи като зидар и дърводелец. По време на военната си служба в Националната народна армия на ГДР започва да се интересува от литература и сам пише стихове.
През лятото на 1989 г. Зайлер става сезонен работник на остров Хидензе. Този житейски опит пресъздава по-късно в дебютния си роман „Крузо“ (1914).
До 1990 г. Луц Зайлер следва германистика в Университета на Хале и в Хумболтовия университет на Берлин. От 1993 до 1998 г. е един от издателите на литературното списание Moosbrand.
След 1997 г. Зайлер ръководи литературната програма на Дом Петер Хухел във Вилхелмсхорст край Потсдам. От 2005 г. е член на немския ПЕН клуб, от април 2007 г. – редовен член на Академията за наука и изкуство в Майнц, а от 2010 г. на Баварската академия за изящни изкуства, както и на Академията на изкуствата в Берлин. През 2011 г. Немската академия за език и литература го избира за свой член. За публикувания през септември 2014 г. дебютен роман „Крузо“ Зайлер е отличен с Немската награда за книга. През 2015 г. получава доцентура по поетика в Хайделбергския университет, където изнася три лекции върху „Предисторията на писането“.

## Награди и отличия
- 1999: „Кранихщайнска литературна награда“
- 2000: „Меранска награда за поезия“
- 2000: Dresdner Lyrikpreis
- 2000: „Награда Херман Ленц“
- 2002: „Награда Ана Зегерс“
- 2003: „Награда Ернст Майстер за поезия“
- 2003: Arbeitsstipendium Villa Aurora in Los Angeles
- 2004: „Бременска литературна награда“
- 2005: „Награда на Югозападното радио“
- 2007: „Награда Ингеборг Бахман“
- 2009: Harald-Gerlach-Literaturstipendium des Landes Thüringen
- 2010: Deutscher Erzählerpreis (für Die Zeitwaage)
- 2010: „Награда Фонтане на град Нойрупин“ (für Die Zeitwaage)
- 2010: Mitglied der Akademie der Künste (Berlin)
- 2010: Mitglied der Sächsischen Akademie der Künste
- 2011: Mitglied der Deutschen Akademie für Sprache und Dichtung
- 2012: „Награда Кристиан Вагнер“
- 2012: „Райнер Малковски“ (поделена)
- 2014: „Награда Уве Йонзон“ (für Kruso)[4]
- 2014: „Немска награда за книга“ (für Kruso)
- 2015: „Награда Мари Луизе Кашниц“[5]
- 2017: „Тюрингска литературна награда“[6]